# Rocket Power: De Reis Door Nieuw-Zeeland
Rocket Power: De Race Door Nieuw-Zeeland was de eerste van drie televisiefilms van de Nickelodeon-animatieserie Rocket Power, die zijn debuut beleefde op 16 februari 2002, tijdens de Olympische Winterspelen 2002. De film betekende het einde van het tweede seizoen van Rocket Power.

## Plot
De Rocket Powers gang gaat naar Nieuw-Zeeland om deel te nemen aan "De Junior Waikikamukau spelen", waarin Otto Rocket strijdt tegen de zoon van een atleet die Ray Rocket ooit versloeg in een race door Nieuw-Zeeland (met valsspelen), en zijn zus Reggie voelt zich buitengesloten door Ray, die constant Otto aanmoedigt in plaats van haar. Sporten in deze film zijn: zorbing, mountainbiken, tubing, mountainboarden, windsurfen en snowboarden.